# Quintenas
Quintenas [kɛ̃tna] est une commune française située dans le département de l'Ardèche, en région Auvergne-Rhône-Alpes.
La cité, à l'aspect essentiellement rural et présentant un bourg ancien, est bordé par la Cance, à 7 km au sud de la ville d'Annonay et donc dans l'aire d'attraction de cette ville.

## Géographie

### Situation et description

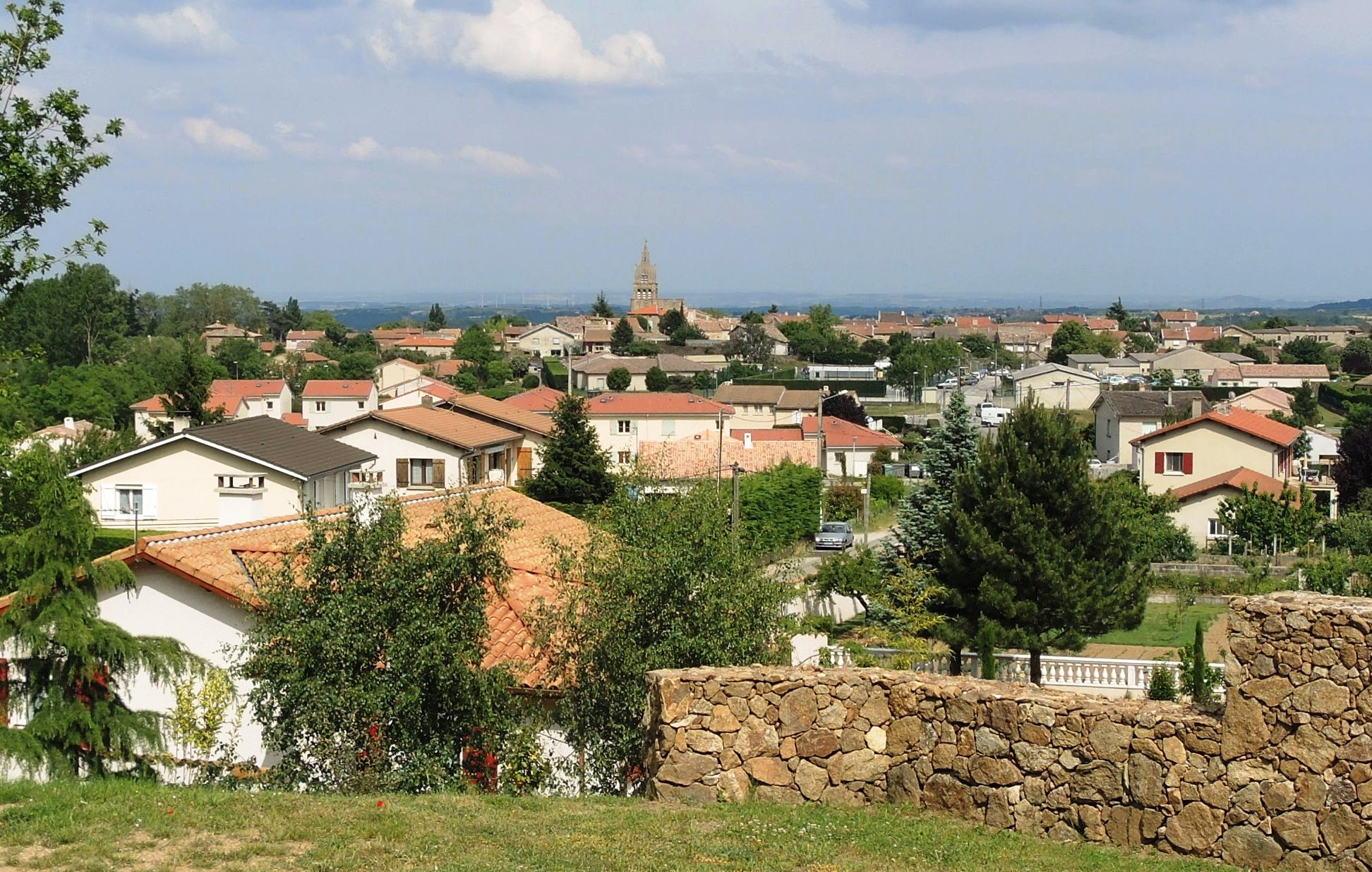
Une urbanisation récente.

La commune de Quintenas étend ses 14 km2 sur des espaces relativement plats, et généralement cultivés, excepté ses pentes qui descendent jusqu'aux gorges de la basse Cance, entre les combes de deux ruisseaux : l'Embrun et la Goueille. L'altitude est comprise entre 194 mètres, au confluent de la Cance et de la Goueille, et 427 m sur le plateau, à l'ouest du village.
Le nom de Quintenas est typiquement romain, reste à savoir si ce « cinquième » était une distance, un site, un personnage ou toute autre chose.

### Communes limitrophes
Le territoire de Quintenas est limitrophe de cinq communes, dont trois sont situées, comme elle, dans le canton du Haut-Vivarais et deux dans le canton d'Annonay-2 (Roiffieux et Vernosc-lès-Annonay).

### Climat
Pour des articles plus généraux, voir Climat d'Auvergne-Rhône-Alpes et Climat de l'Ardèche.
En 2010, le climat de la commune est de type climat du Bassin du Sud-Ouest, selon une étude du CNRS s'appuyant sur une série de données couvrant la période 1971-2000. En 2020, Météo-France publie une typologie des climats de la France métropolitaine dans laquelle la commune est dans une zone de transition entre le climat de montagne et le climat méditerranéen et est dans une zone de transition entre les régions climatiques « Moyenne vallée du Rhône » et « Sud-est du Massif Central ».
Pour la période 1971-2000, la température annuelle moyenne est de 11,3 °C, avec une amplitude thermique annuelle de 17,2 °C. Le cumul annuel moyen de précipitations est de 877 mm, avec 8,2 jours de précipitations en janvier et 5,6 jours en juillet. Pour la période 1991-2020, la température moyenne annuelle observée sur la station météorologique de Météo-France la plus proche, « Préaux Sa », sur la commune de Préaux à 5 km à vol d'oiseau, est de 12,0 °C et le cumul annuel moyen de précipitations est de 869,8 mm,. Pour l'avenir, les paramètres climatiques de la commune estimés pour 2050 selon différents scénarios d'émission de gaz à effet de serre sont consultables sur un site dédié publié par Météo-France en novembre 2022.

### Hydrographie
Le territoire de la commune est bordé par la Cance, un affluent direct du Rhône en sa rive droite.

## Urbanisme

### Typologie
Au 1er janvier 2024, Quintenas est catégorisée commune rurale à habitat dispersé, selon la nouvelle grille communale de densité à 7 niveaux définie par l'Insee en 2022.
Elle est située hors unité urbaine. Par ailleurs la commune fait partie de l'aire d'attraction d'Annonay, dont elle est une commune de la couronne,. Cette aire, qui regroupe 37 communes, est catégorisée dans les aires de 50 000 à moins de 200 000 habitants,.

### Occupation des sols
L'occupation des sols de la commune, telle qu'elle ressort de la base de données européenne d’occupation biophysique des sols Corine Land Cover (CLC), est marquée par l'importance des territoires agricoles (75,4 % en 2018), en diminution par rapport à 1990 (81,1 %). La répartition détaillée en 2018 est la suivante : zones agricoles hétérogènes (57,2 %), forêts (16,8 %), prairies (15,8 %), zones urbanisées (7,8 %), terres arables (2,4 %).
L'évolution de l’occupation des sols de la commune et de ses infrastructures peut être observée sur les différentes représentations cartographiques du territoire : la carte de Cassini (XVIIIe siècle), la carte d'état-major (1820-1866) et les cartes ou photos aériennes de l'IGN pour la période actuelle (1950 à aujourd'hui).

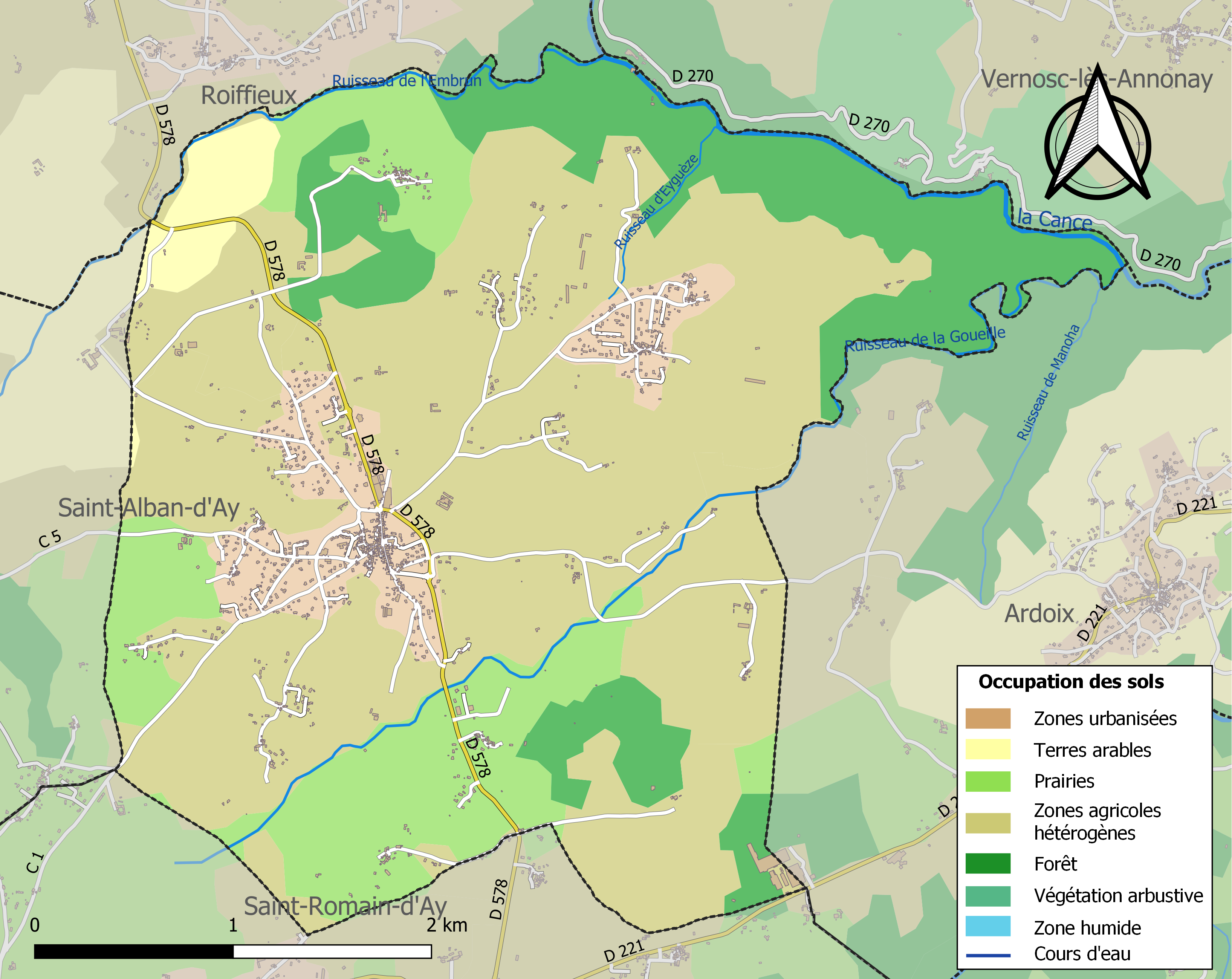
Carte des infrastructures et de l'occupation des sols de la commune en 2018 (CLC).

## Toponymie
Le village est transcrit de Quintiniaco en 1106, du nom d'homme latin Quintinus (« Petit cinquième »).

## Histoire
Il est probable que des hommes aient pu occuper la région dans des temps reculés, mais aucune preuve n'en a été trouvée. La pierre en forme de menhir qu'on peut apercevoir au sud du village est certainement une pierre redressée à une époque plus récente.
L'époque romaine a laissé sans doute d'abord son nom au village. Diverses traces en ont aussi été trouvées : des sépultures romaines et divers objets au quartier de Presles en 1892 ; une monnaie de Néron au Pontet ; des tuiles et des débris de poterie à Rome ; un contrepoids de pressoir près de Rome ; des tuiles et des restes de constructions à Montjoux, à Maure et aux Bois.

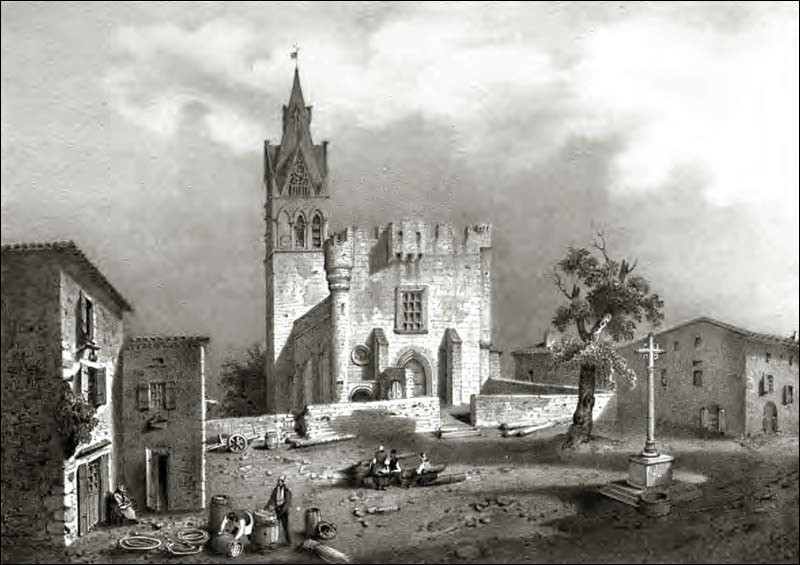
Gravure de l'église de Quintenas.

Au Moyen Âge, on sait au moins que l'église a dépendu, à partir de 776, de l'abbaye de Saint-Claude en Jura. En 790, la paroisse a le rang d'un archiprêtré rural par rapport aux paroisses environnantes.
En 1184, l'église, sans doute reconstruite à cette époque, est considérée comme faisant partie d'un prieuré. Ces bâtiments de résidence religieuse avaient été construits contre le sud de l'église. Ils ont ensuite été aménagés en château résidentiel par la famille de Tournon. Ils ont disparu depuis.

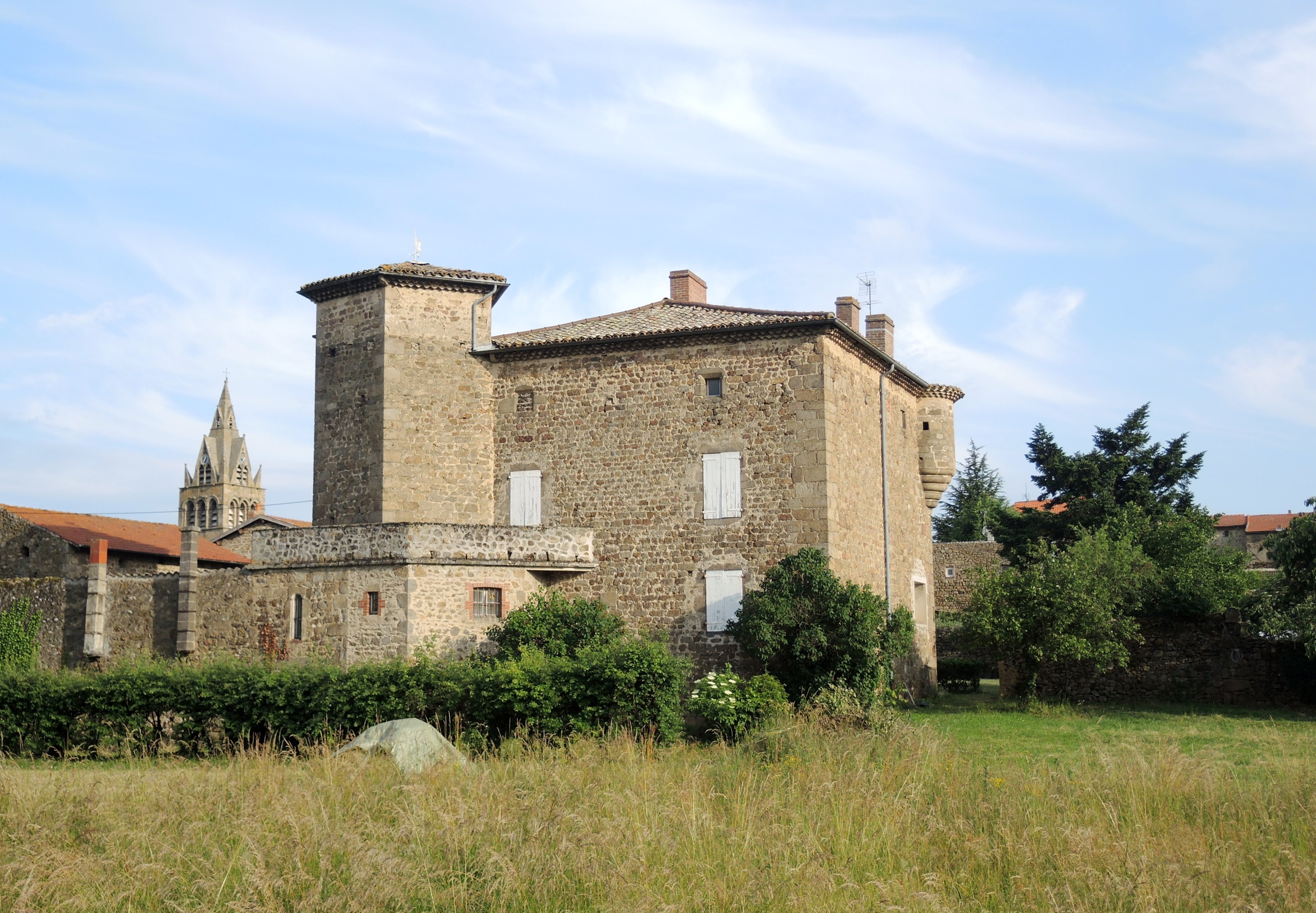
La maison Ravier, fortifiée sans doute au XVe siècle.

Au XIVe siècle, Quintenas a subi, comme les autres villages de la région, des famines en 1315 et 1317 et des pestes noires dans les années 1340. Des bandes de pillards se sont mis ensuite à parcourir le pays. C'est vraisemblablement à cette époque que l'église a été fortifiée pour pouvoir protéger les habitants et leurs biens. Deux autres "maisons fortes" datent de cette époque et sont restées intactes : la ferme de L'Hotoire, fortifiée à la fin du XVe siècle, et la maison forte Ravier à l'entrée sud du village. En 1464, les « Estimes » de l'administration fiscale relèvent à Quintenas « beaucoup de maisons en ruines, de nombreux pauvres, misérables et vagabonds et un seul artisan: un tisserand ».

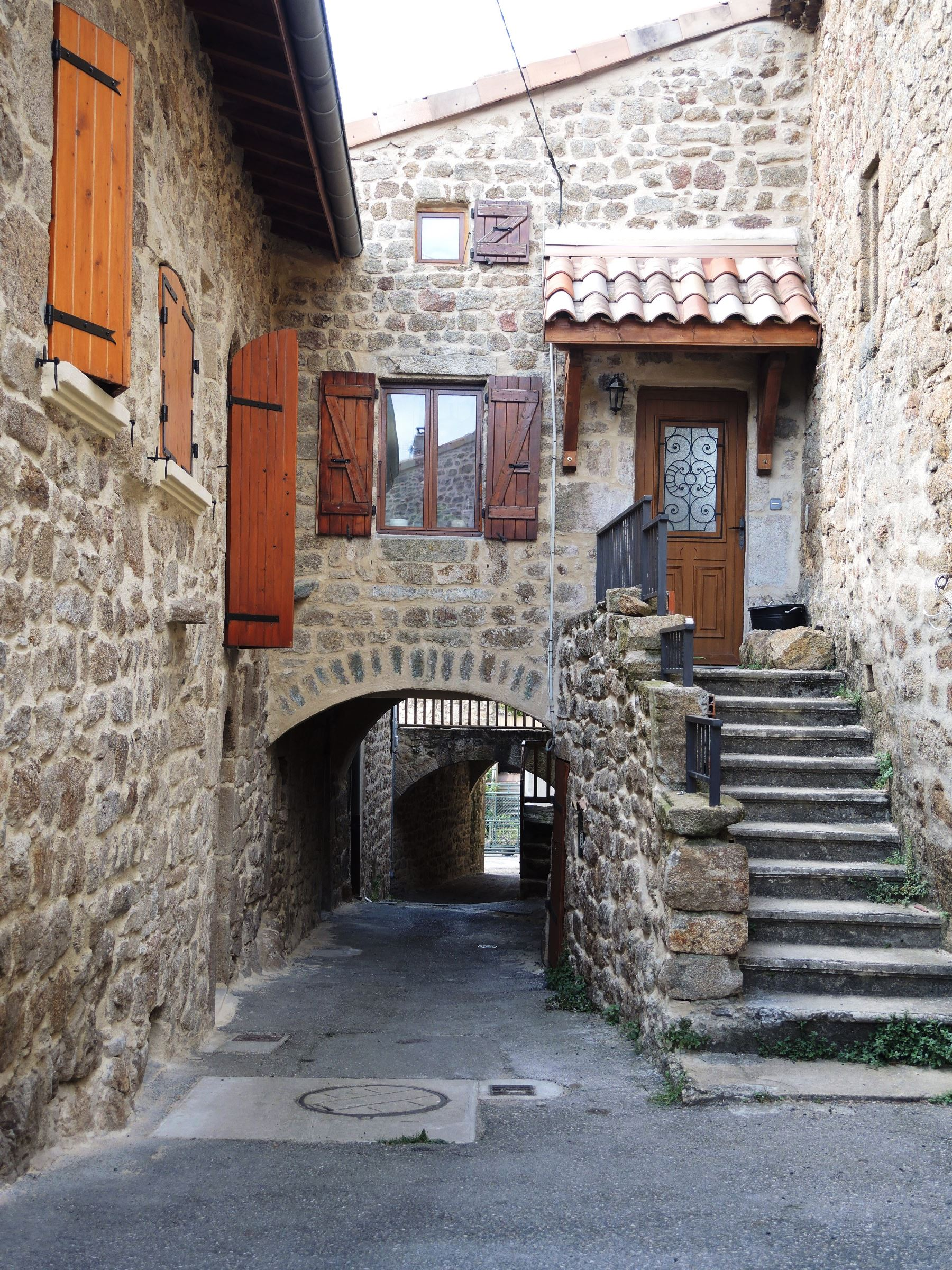
Une des deux rues voûtées.

Le XVIe siècle est marqué par les Guerres de Religion. Les protestants  occupent Quintenas en avril 1574 et s'en vont en juillet en détruisant le château et des parties de l'église pour empêcher les catholiques de s'y réfugier. L'église n'a été vraiment rétablie qu'au XVIIe siècle. D'autres restaurations et améliorations ont été réalisées à partir de 1827.
Du XIXe siècle, la commune peut s'enorgueillir d'un monument historique récemment restauré : le pont suspendu de Moulin sur Cance, témoin unique des techniques mises au point par Marc Seguin dans les années 1860.
La population qui comptait 900 habitants en 1793, s'est maintenue au siècle suivant entre 1 100 et 1 200 habitants. Avec l'exode rural du XXe siècle, on n'en comptait plus que 719 en 1946, puis les constructions de villas et d'habitat locatif l'ont porté à 1 479 habitants en 2014. Le village s'est à mesure ré-enrichi de commerces, de services, d'artisans et d'entreprises. L'accès par la route des quartiers ouest et des écoles a été amélioré en 2003 et 2007. En 2012, la déviation Est a permis de détourner du centre village les 6 000 voitures quotidiennes de passage, d'envisager des réaménagements de la place centrale et de favoriser l'accueil touristique.
Dans l'avenir, le PLU voté en 2008 devrait pouvoir en théorie accueillir jusqu'à 1 800 habitants en 2018. Mais les dernières réglementations vont certainement limiter cet objectif.

## Politique et administration

### Liste des maires
| Période                                  | Période                       | Identité          | Étiquette | Qualité                                                                                          |
| ---------------------------------------- | ----------------------------- | ----------------- | --------- | ------------------------------------------------------------------------------------------------ |
| Les données manquantes sont à compléter. |                               |                   |           |                                                                                                  |
| mai 1945                                 | octobre 1947                  | Gaston Ravel      |           |                                                                                                  |
| octobre 1947                             | mars 1959                     | Louis Ravier      |           |                                                                                                  |
| mars 1959                                | octobre 1987 (décès)          | Jean Vincent      | DVD       | Suppléant de Bernard Hugo de 1980 à 1987 Président du SIVM du canton de Satillieu de 1983 à 1987 |
| octobre 1987                             | juin 1995                     | Michel Chapelle   |           |                                                                                                  |
| juin 1995                                | mars 2001                     | Jacques Plantevin |           |                                                                                                  |
| mars 2001                                | septembre 2019 (démission)    | Sylvain Desbos    |           |                                                                                                  |
| 16 septembre 2019                        | 23 mai 2020                   | Dominique Chambon |           |                                                                                                  |
| 23 mai 2020                              | En cours (au 20 février 2022) | Sylvette David    | SE        |                                                                                                  |

## Population et société

### Démographie
L'évolution du nombre d'habitants est connue à travers les recensements de la population effectués dans la commune depuis 1793. Pour les communes de moins de 10 000 habitants, une enquête de recensement portant sur toute la population est réalisée tous les cinq ans, les populations de référence des années intermédiaires étant quant à elles estimées par interpolation ou extrapolation. Pour la commune, le premier recensement exhaustif entrant dans le cadre du nouveau dispositif a été réalisé en 2006.

En 2022, la commune comptait 1 750 habitants, en évolution de +10,83 % par rapport à 2016 (Ardèche : +2,48 %, France hors Mayotte : +2,11 %).
| 1793 | 1800 | 1806 | 1821  | 1831  | 1836  | 1841  | 1846  | 1851  |
| ---- | ---- | ---- | ----- | ----- | ----- | ----- | ----- | ----- |
| 900  | 899  | 896  | 1 049 | 1 057 | 1 143 | 1 125 | 1 151 | 1 175 |

| 1856  | 1861  | 1866  | 1872  | 1876  | 1881  | 1886  | 1891  | 1896  |
| ----- | ----- | ----- | ----- | ----- | ----- | ----- | ----- | ----- |
| 1 176 | 1 211 | 1 099 | 1 057 | 1 151 | 1 116 | 1 173 | 1 127 | 1 127 |

| 1901  | 1906  | 1911 | 1921 | 1926 | 1931 | 1936 | 1946 | 1954 |
| ----- | ----- | ---- | ---- | ---- | ---- | ---- | ---- | ---- |
| 1 053 | 1 009 | 876  | 861  | 784  | 838  | 809  | 719  | 741  |

| 1962 | 1968 | 1975 | 1982  | 1990  | 1999  | 2006  | 2011  | 2016  |
| ---- | ---- | ---- | ----- | ----- | ----- | ----- | ----- | ----- |
| 752  | 814  | 914  | 1 184 | 1 278 | 1 254 | 1 359 | 1 441 | 1 579 |

| 2021  | 2022  | - | - | - | - | - | - | - |
| ----- | ----- | - | - | - | - | - | - | - |
| 1 729 | 1 750 | - | - | - | - | - | - | - |

La population comptait 900 habitants en 1793 et s'est ensuite longtemps maintenue entre 1 100 et 1 200 habitants. Avec l'exode rural du XXe siècle, on n'en comptait plus que 719 en 1946, puis les constructions de villas et d'habitat locatif l'ont porté à 1 479 habitants en 2014.

### Enseignement
La commune est rattachée à l'académie de Grenoble.

### Médias
Deux organes de presse écrite de niveau régional sont distribués dans la commune :
- L'Hebdo de l'Ardèche

Il s'agit d'un journal hebdomadaire français basé à Valence et diffusé à Privas depuis 1999. Il couvre l'actualité pour tout le département de l'Ardèche.
- Le Dauphiné libéré

Il s'agit d'un journal quotidien de la presse écrite française régionale distribué dans la plupart des départements de l'ancienne région Rhône-Alpes, notamment l'Ardèche. La commune est située dans la zone d'édition Annonay / Nord Ardèche

### Cultes
La communauté catholique et l'église paroissiale (propriété de la commune) sont rattachées à la paroisse Saint François Régis (Ay et Daronne), elle-même rattachée au diocèse de Viviers.

### Associations

#### Des associations originales

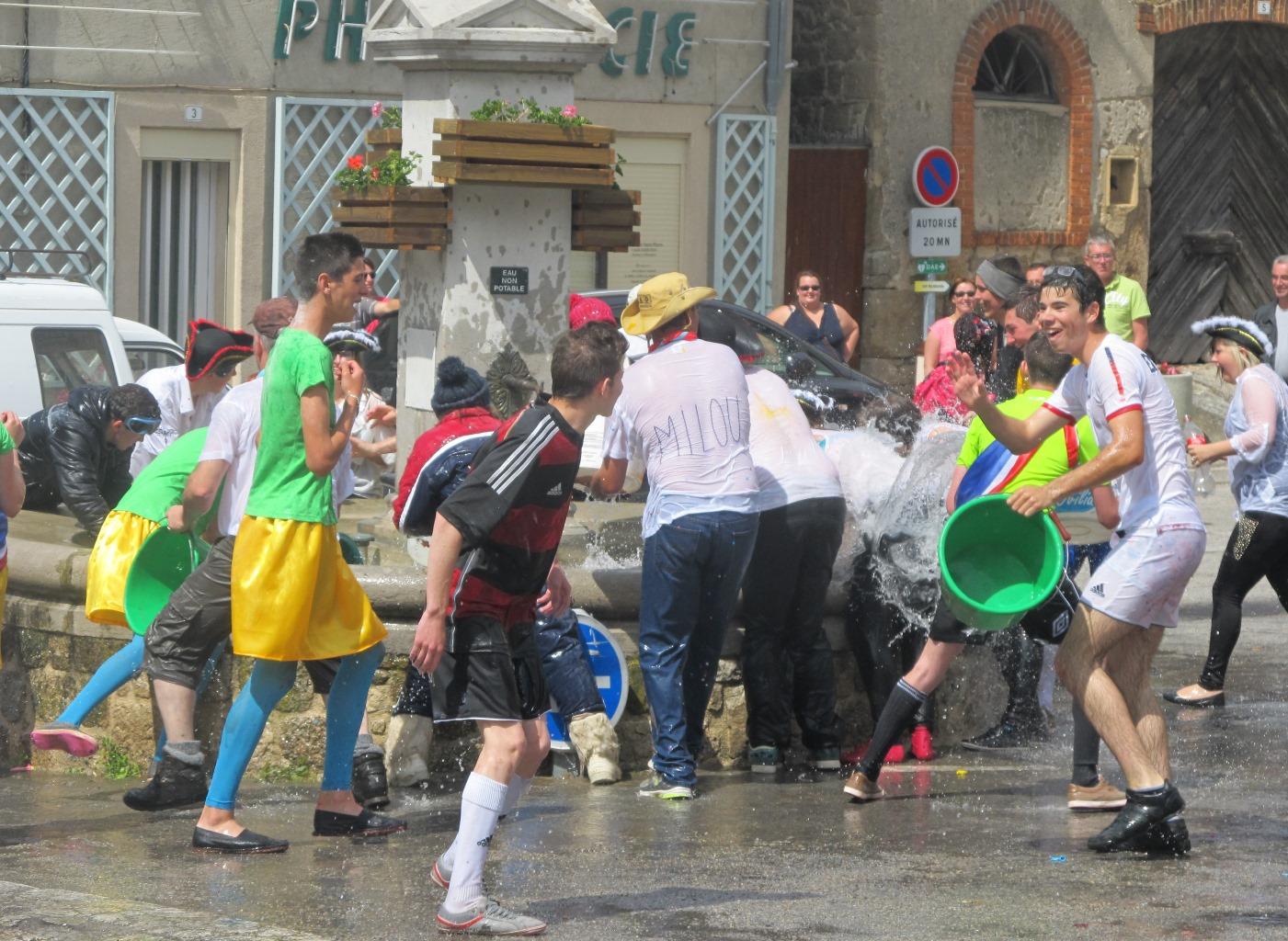
Des ambiances conviviales.

La commune compte plus de vingt associations. Certaines regroupent, comme dans beaucoup d'autres communes, les conscrits, les parents d'élèves, les anciens, les sportifs, les amateurs de livres… Mais quelques autres sont plus originales. Par exemple, la commune a réussi à conserver son harmonie Les Muguets. Elle a aussi sa troupe de théâtre Les Casse-Noisettes. Une salle municipale a été, depuis assez longtemps, réservée aux jeunes, dans le cadre de l'association L'Avenir. Les Fines Papilles testent des restos. Un club de langues permet la pratique de l'anglais sur des thèmes de discussion ou autour d'étrangers de passage. Les Arts Créatifs organisent un salon annuel de la création. Au Fil du Pont s'occupe du patrimoine de la basse Cance. Enfin un Comité des Fêtes indépendant organise la venue du Père Noël, un vide-greniers, un bal et le spectacle de la Compagnie Péricard.

#### Quintenas en 14-18

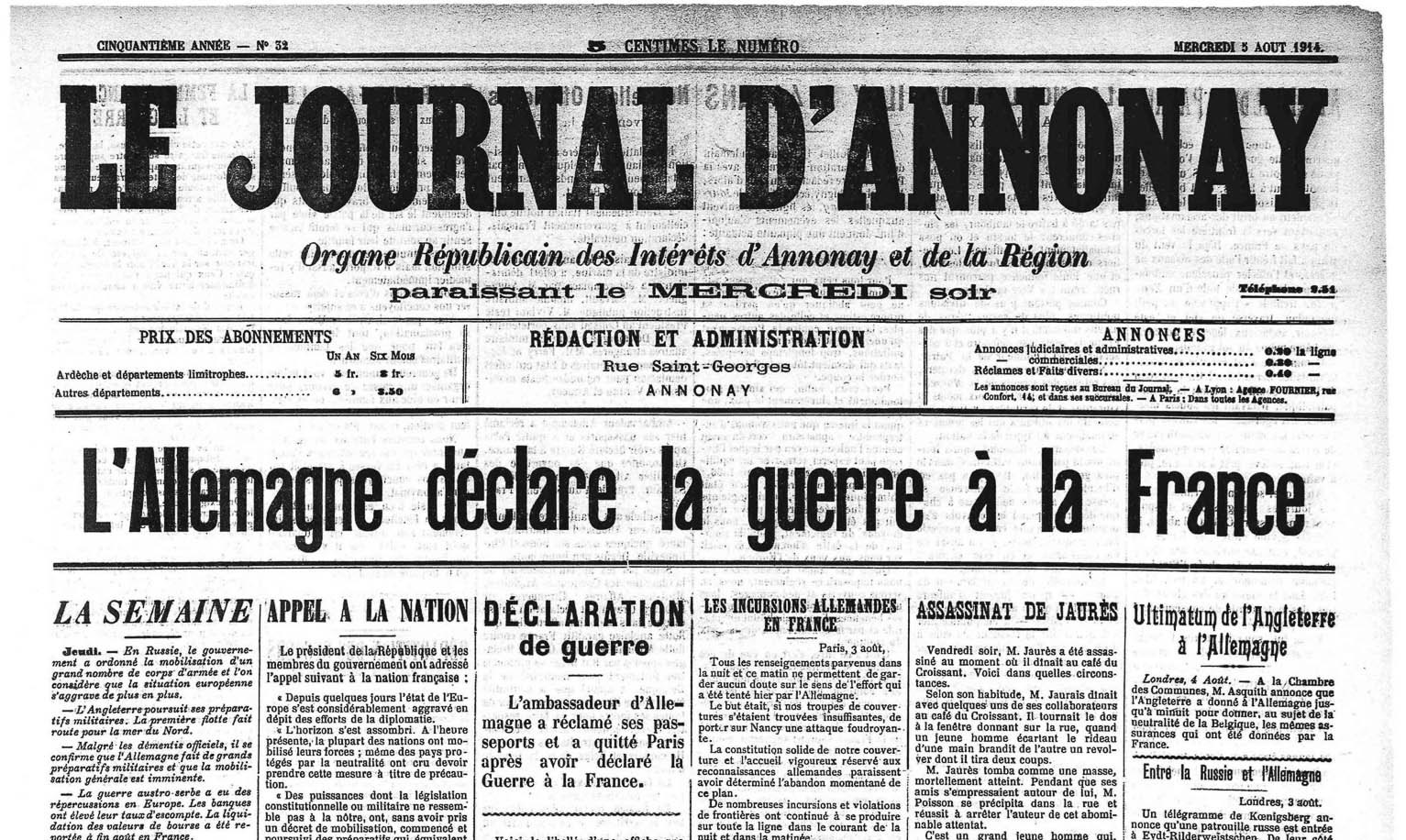
Un rassemblement de documents des années 1914-1918.

Comment les Quintenassiens ont-ils vécu la période de 1914-1918 ? Deux amies d'enfance aujourd'hui retraitées, Brigitte Guirronnet et Sylvette David, ont décidé de lancer des recherches. Un site a été ouvert, et une grande exposition a eu lieu en septembre 2014. Le site s'intitule « familles-de-quintenas.com ». Il offre des photos de Quintenas d'hier et d'aujourd'hui; la liste de tous les maires depuis la Révolution; la situation du village en 1914, les évènements et des documents liés à la guerre…

## Économie locale

### Agriculture
En 2014, on dénombre encore sur la commune huit exploitations agricoles : cinq fermes traditionnelles (dont une en bio) qui cultivent des céréales pour nourrir des bovins, deux producteurs d'œufs et un exploitant bio qui fabrique son pain.

### Une dizaine d'entreprises artisanales
Certaines industries ont disparu, mais d'autres se sont implantées, dans trois secteurs de la commune. Il s'agit de petites entreprises, qui occupent entre 5 et 15 salariés.
- À l'entrée nord du village, l'entreprise Fast[24] travaille l'aluminium, notamment pour des bennes de véhicules. La menuiserie Bret fabrique des maisons à ossature bois. La société Luquet Duranton tient un magasin de stockage et une petite unité de production.
- Au sud du village, la zone artisanale de Chizaret a accueilli des entreprises de maçonnerie, de plomberie, d'ébénisterie, un atelier d'abattage de volaille et un atelier collectif de préparation de produits carnés pour vente en circuits courts.
- À Munas, la société Arddi fabrique des sacs biodégradables, le groupe Fareva a un site de maintenance. Un artisan lunetier boi est installé en entrée de zone.

#### Des fabrications en alu bien appréciées

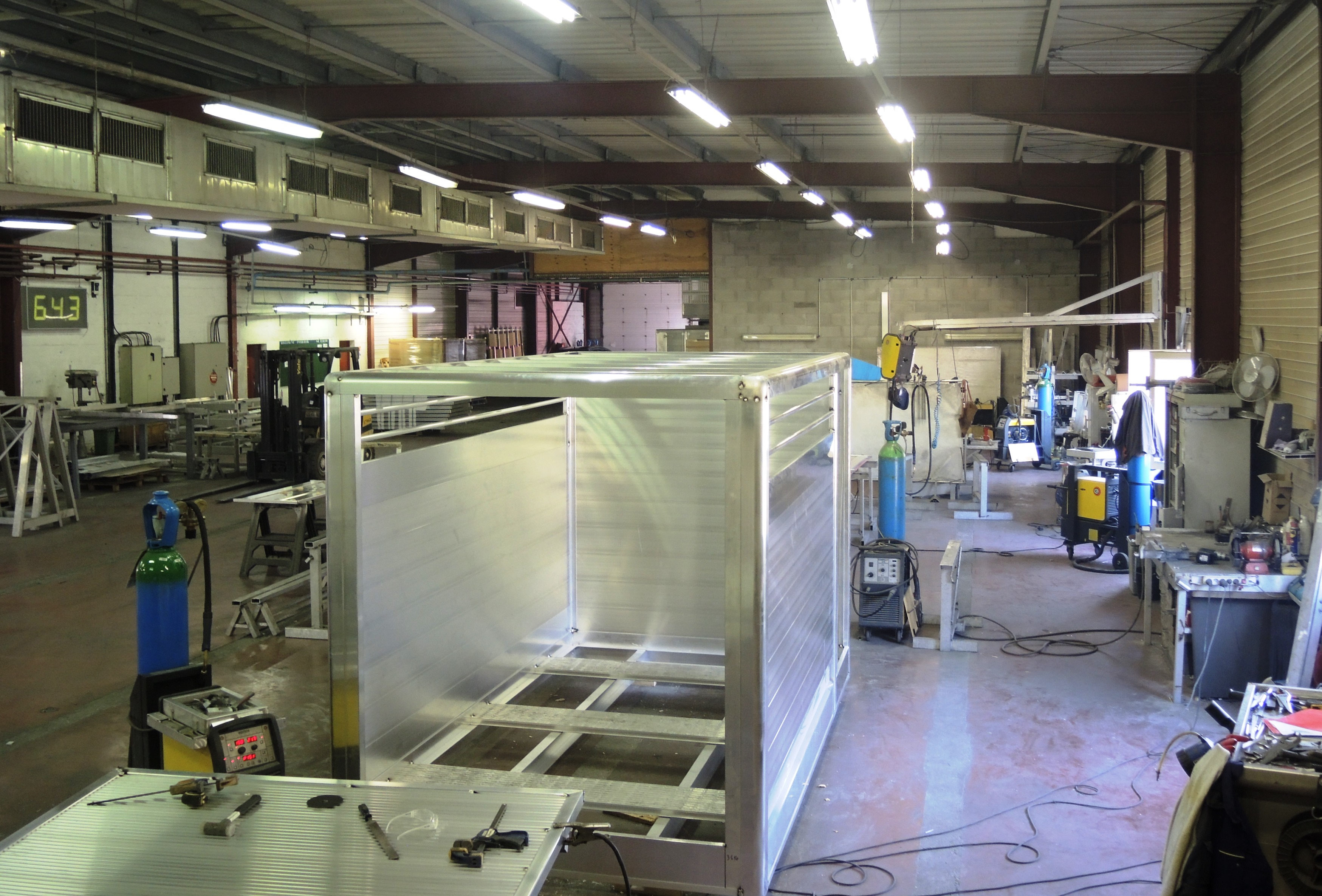
Des carrosseries artisanales à la demande.

L'entreprise Fast s'est installée à Quintenas en 2010 sur 2 400 m2, à la place des Tissages. Elle a été créée en 2002 dans le Nord de la France. Mais son fondateur, Jerry Boutelier, avait auparavant travaillé chez Frappa, et avait une maison à Ardoix. Cette raison personnelle s'est rajoutée à l'intérêt d'occuper une position plus centrale en France pour livrer ses clients. L'entreprise s'est d'abord installée à Félines en 2007.
Fast est l'abréviation de France Aluminium Système Technique : il s'agit de fabrications en alu pour équiper des véhicules industriels de petits tonnages en bennes, plateaux, ridelles, bétaillères, savoyardes… Les avantages de l'alu par rapport à l'acier sont le gain de poids et l'absence de corrosion. Le surcoût se justifie pour des véhicules électriques (Ligier, Goupil, Aixam…) L'absence de corrosion est intéressante pour des pépiniéristes ou pour des bétaillères. L'alu encaisse moins bien les chocs que l'acier, mais il est tout aussi résistant avec certains types d'alliages et des profilages bien étudiés. L'assemblage se fait par soudure ou par collage. L'entreprise commence à fabriquer aussi des portails en alu, qui sont donc légers et indéformables, et qui peuvent être peints.

## Culture locale et patrimoine

### Lieux et monuments

#### L'église

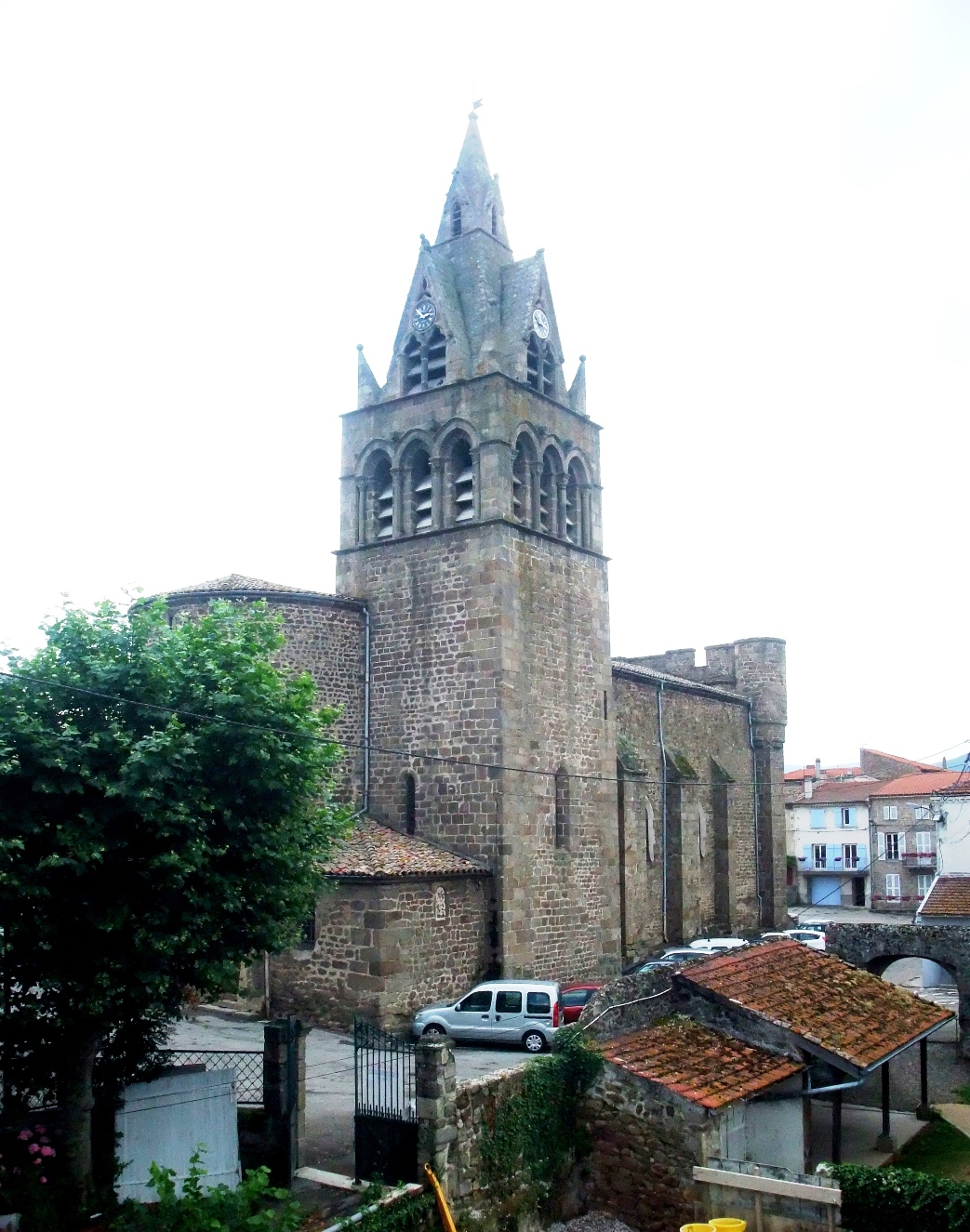
Un édifice commencé au XIIe siècle et achevé en style gothique.

Son originalité reste bien sûr attachée à ses parties fortifiées, mais elle peut s'honorer aussi d'une certaine ancienneté. Le fond du chœur, avec ses décorations, est la partie la plus ancienne et le bras gauche du transept, de style roman, date du XIIe siècle. Les autres parties de l'église, et leurs fortifications, sont du XIVe mais ont reçu depuis diverses restaurations, notamment au XIXe siècle. L'église est dédiée à saint Pierre aux Liens et elle fait partie de la paroisse Saint-François-Régis (Ay et Daronne).

#### Un village ancien pittoresque

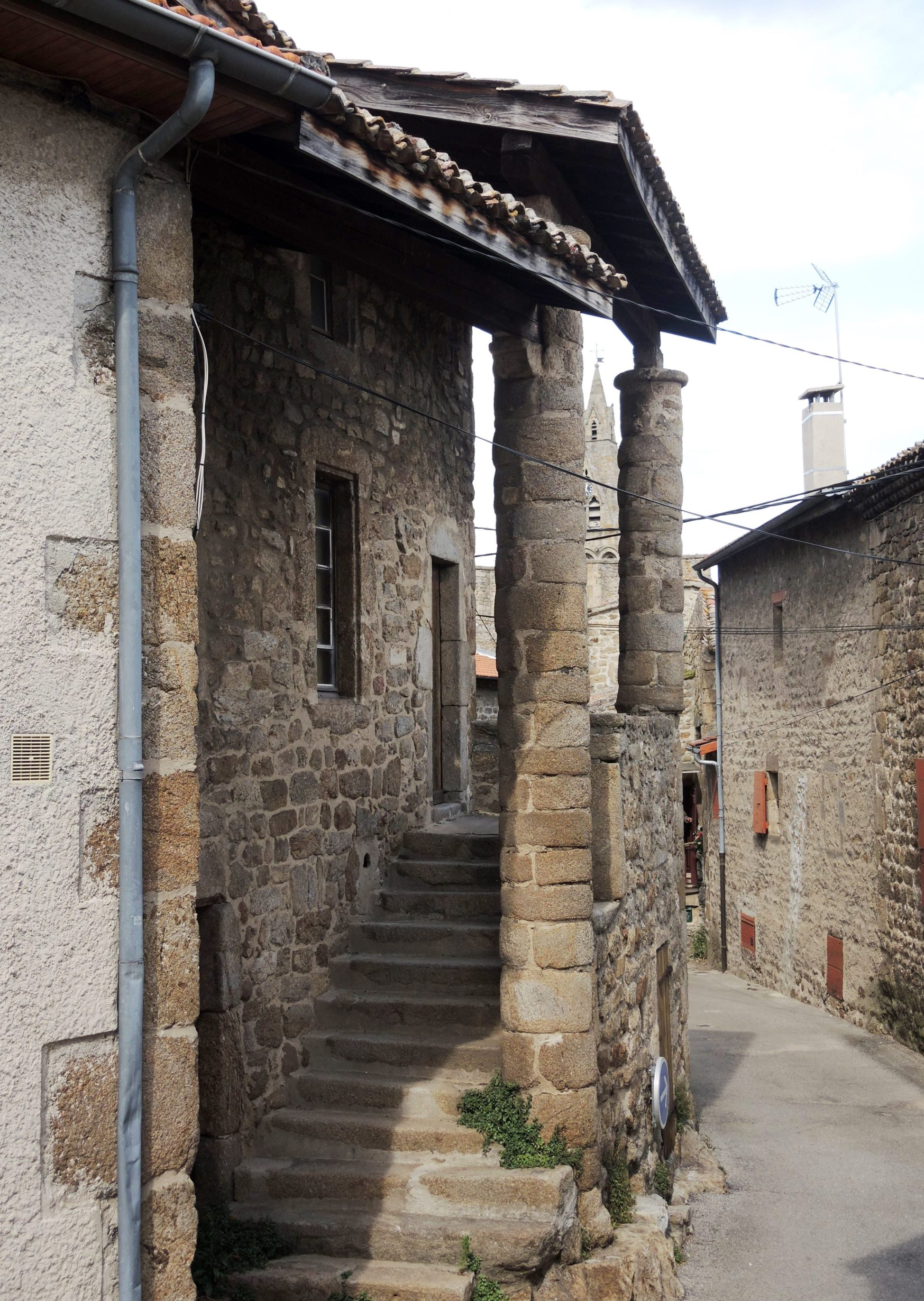
Des piliers en forme de fromages de chèvre.

On aura intérêt à promener dans l'ancien village, en prenant par exemple la rue des Écoles qui aboutit en face l'église et qui était autrefois l'entrée nord du village. C'est là qu'on trouvera la pittoresque « maison aux fromages ». Son originalité est en fait d'avoir un porche d'entrée soutenu par deux piliers ronds, dont les pierres peuvent faire penser à des picodons. On trouvera dans ce même secteur deux rues voûtées : la rue de la Voûte et la jolie rue des Amoureux, ainsi que des ruelles pittoresques. En chemin, la plupart des maisons traditionnelles présentent des façades bien entretenues. Près du rond-point nord se trouvent le lavoir construit en 1902 et le bâtiment fortifié de la maison Ravier.

#### La passerelle Seguin

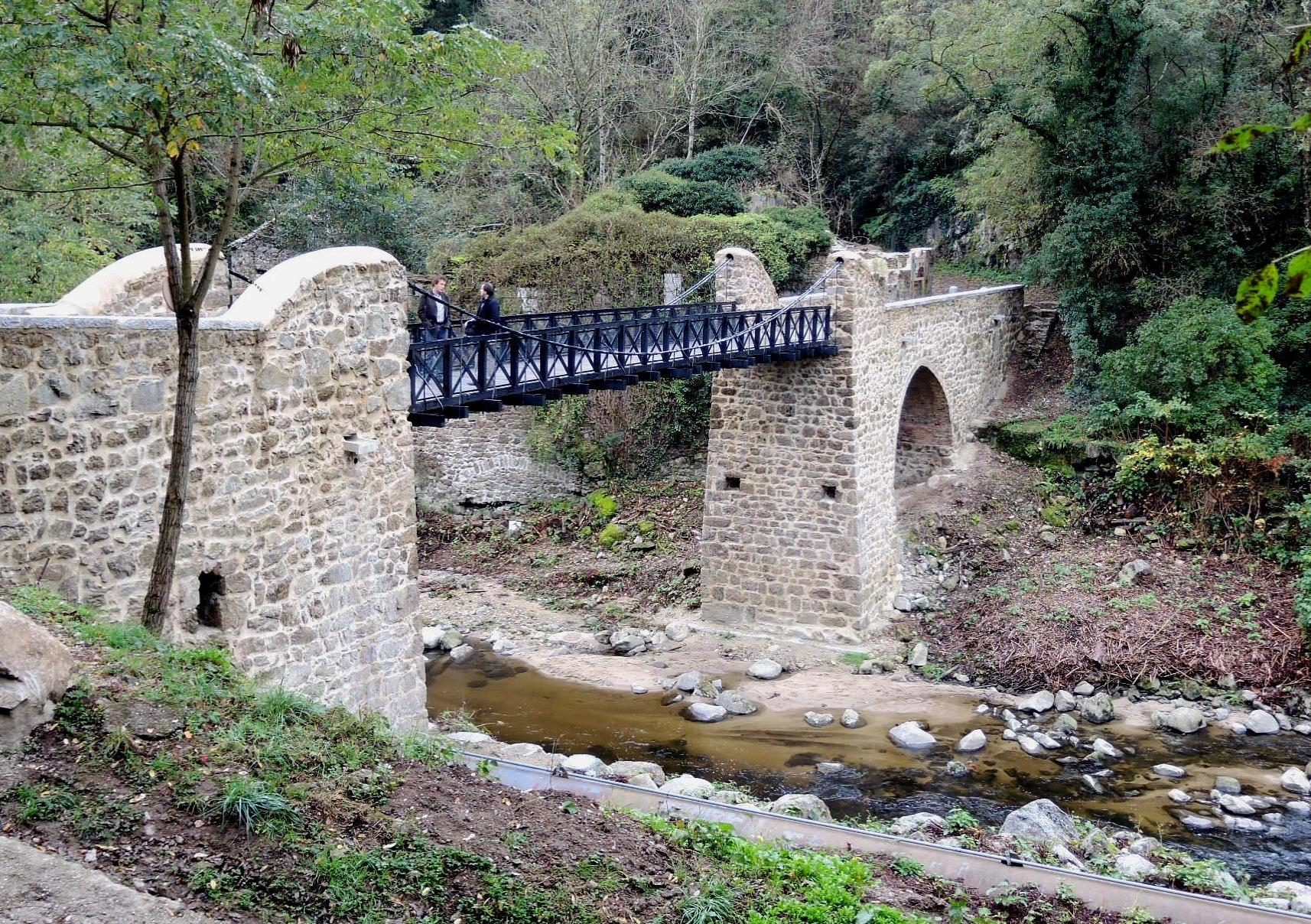
Un petit pont Monument Historique restauré à l'identique.

Dans la vallée de la Cance, en limite avec la commune de Vernosc, un ancien site industriel a fonctionné pendant un siècle au lieu-dit Moulin sur Cance. Un petit pont y a été construit vers 1863 pour relier les deux rives du site. La technique utilisée a été celle d'un pont suspendu selon la méthode qu'avait mis à l'honneur l'Annonéen Marc Seguin à partir de 1823. Au fil des ans et avec l'abandon du site, cette passerelle, très abîmée, était devenue hors d'usage. Malgré tout, elle a été classée monument historique en 1981. Sa restauration a été réalisée en 2012 et 2013, à l'identique, car elle est le dernier témoin des techniques de son époque.  Classé MH (1981).

### Héraldique
|  | Quintenas possède des armoiries dont l'origine et le blasonnement exact ne sont pas disponibles. |